# 34534 Nogueira
34534 Nogueira este o planetă minoră (asteroid), cu un diametru de 2,084 km, din centura de asteroizi. A fost descoperită pe 26 septembrie 2000 la Experimental Test Site⁠(d) de Lincoln Near-Earth Asteroid Research. 
Obiectul prezintă o orbită caracterizată de o semiaxă mare de 2,4173397 UAi, o excentricitate de 0,07, o înclinație de 7,46782 ° în raport cu ecliptica.